# گروه حرف اضافه‌ای
گروه حرف‌اضافه‌ای یک مقولهٔ دستوری است که شامل گروه‌های پیش‌اضافه‌ای و گروه‌های پس‌اضافه‌ای می‌شود. در زبان فارسی، تنها گروه پیش‌اضافه‌ای وجود دارد؛ مانند: «به» خانه، «در» خیابان، «از» امروز «با» اتوبوس، «برای» این کار، «بدونِ» هدفی خاص».